# Zoran ali Kmetska vojska na Slovenskem
Zoran ali Kmetska vojska na Slovenskem je drama v verzih Ivana Vrhovca. Izhaja iz leta 1877. Po avtorjevem zapisu se godi na Slovenskem, konec 15. stoletja. V njej prvič zasledimo tematiko kmečkih uporov. V drami je prisotno vzdušje slovenskih taborov s preloma 60. in 80. let; dogajanje je razgibano, zapleteno in nepredvidljivo, polno neusmiljenih spopadov. Po Francetu Koblarju: "Z Vrhovčevim Zoranom in Jurčičevo Veroniko Deseniško se začenja zgodovinska drama na študiju preteklosti in sodobni narodni ideji, vanjo pa se vključuje tudi socialna tematika. Nasproti romantiki že stopa v ospredje realizem, ki pa je še ves prepleten z romantičnimi primesmi." (Koblar 1972: 124.)

## Osebe
- Viljem pl. Sharfenstein, grof
- Adela, njegova hči
- Vinko pl. Ehrnberg, njegov prijatelj
- Bogdan Gregorović, pobegli srbski knez
- Zoran, njegov sin
- Dragič, Črnoša, Ličan, Žark, Olipič, Kršič, kmetje, grofovi podložniki
- župnik
- poslanca slovenska, vratar, sel, straža, kmetje, grajski hlapci, gospoda

## Vsebina

### 1. dejanje
Kmetje so razburjeni, ker je Zoran izginil, sumijo, da je na gradu zaprt, kar še poveča njihovo nezadovoljstvo s samovoljno in pohlepno oblastjo grofa in župnika. Zoran in Bogdan sta Srba, ki sta zbežala pred Turki, vendar ju imajo kmetje za svoja in občudujejo njuno junaštvo. Črnoša sicer natolcuje, da je Zoran grajski ovaduh in čarovnik, a drugi ne popustijo, življenje bi dali za Zorana! Tedaj grajski sel razglasi povečanje tlake, Ličan z možmi prinese mrtvega sina, ki ga ima na vesti grof, pojavi pa se tudi Zoran, ki ga je bil Ličan osvobodil, ko sta ga hlapca gnala na grad. Kmetom je krivic dovolj, v njih dozoreva upor, za voditelja izberejo oba Srba.

### 2.  dejanje
Kmečki poslanci pridejo s pritožbami pred grofa, vendar jih ta obravnava tako posmehljivo in z viška, da se Zoran upre, med njima pride do hudega spora. Grof odloči, da bo Zoran na gradu zaprt kot talec toliko časa, dokler kmetje ne povejo, kdo je ubil grajska hlapca. Zoran, ki seveda noče izdati Ličana, roma v ječo, kjer ga obišče župnik, da bi "rešil njegovo dušo”. Mladeniču očita, da podpihuje ljudstvo zoper oblast in še posebej zoper cerkev, reši se lahko le, če javno obžaluje svoj greh. Ko ga Zoran ostro zavrne, ga župnik postavi pred izbiro: ali se ukloni njegovi volji, ali pa bo grofu izdal skrivno Zoranovo ljubezen z Adelo, kar bo zanj gotova smrt. Zoran ne popusti, Srb tudi pred najhujšimi grožnjami ne bo pljunil na svoje prepričanje! – Pripeljejo zvezanega Bogdana, kar pa Zorana še bolj utrdi; grofu, ki mu grozi s smrtjo, če se ne ukloni, zabrusi, da se smrti ne boji, da za ničevo življenje ne bo prodal svoje vesti in časti. Oblastnika besno odideta, tedaj pa se v ječo prikrade Adela, izroči Zoranu meč in obema jetnikoma omogoči pobeg.

### 3. dejanje
Kmetje so se zbrali na nočno zborovanje, Zoran jih nagovori z ognjevitimi besedam: dokler so gospoda branili pred Turki, jim je metala vsaj kosti, ko pa je turška nevarnost minila, je prijela za bič ... Zdaj je mera polna; nočejo zoper zakon, pokorni bodo cesarju, le grad bodo zavzeli, zajeli trinoškega grofa in ga pravično sodili. Zbor pozdravita tudi odposlanca z dolenjske in hrvaške meje. Skupaj se bodo borili, da dosežejo pravico in svobode! Straže pripeljejo ujetega župnika, ta rovari in skuša Zorana diskreditirati kot grajskega plačanca, vendar povsem brez uspeha, za Zorana bi dali kmetje roko v ogenj. Ničvrednega spletkarja naženejo, sami pa sklenejo kmečko zavezo in v en glas zagrmijo svoje geslo: "Pogumna druščina, le vkup, le vkup, / vse, vse za narod naš, za dom, cesarja!"

### 4. dejanje
Gospoda miruje, uporniki so zbrani okrog gradu in čakajo na znamenje za napad. Zoran pride skrivaj na grad, vratar mu poroča, da je vse pripravil in da bo sam odprl upornikom grajska vrata. Zorana skrbi Adelina usoda, za vse na svetu bi jo rad otel. Tedaj pride Adela, vsa je iz sebe, ko zagleda ljubega, saj ve, da ga grof smrtno sovraži. Zoran jo prosi, naj z njim pobegne, toda Adela ne more zapustiti očeta, ko pa še izve, da je očetu namenjena smrt, pahne mladeniča od sebe: ne bo nehvaležno izdala svojega rodu in stanu, znala bo umreti, če Zoran noče rešiti obeh! Pojavi se grof, plane na Zorana, a mora odnehati pred strašno novico o uporu. Adela izpove Zoranu svojo ljubezen, mu odpusti in se s poljubom poslovi od njega za večno. Te misli pa Zoran ne more prenesti, razkrije načrt upornikov in pove za podkupljenega vratarja, nad katerega grof takoj pošlje stražarja. Prepozno, kmečka množica je že vdrla v grad, hlepi po ropanju in ubijanju: Zoran kmalu ubrani Adelo in grofa, češ da sta njegova ujetnika, in ju hoče skrivaj izpeljati iz gradu. A že je tu vratar, ki se je po naključju izognil smrti, on obtoži Zorana izdajstva, isto potrdi tudi stražar in nekateri kmetje. Razočarani se kmetje vržejo na Zorana, grof ga možato brani, Adela omedli.

### 5. dejanje
Grad gori, kmetje sežigajo zadolžna pisma, nekateri se divje trgajo za plen. Ko privedejo grofa in gospodo, sovražna množica zahteva smrt, še posebej Ličan, ki hoče maščevati sina. Bogdan jih miri in svari: naj si ne mažejo rok s krvjo, zahtevali bodo stare pravice, sodbo naj prepustijo cesarju. Tedaj privedejo Zorana in Adelo. Ko Bogdan izve, da je sin izdajalec, ga prekolne, množica obtoži mladeniča na smrt. Zoran jim vrže v obraz, da je greh njihov, kot krvoločne zveri so hlepeli po krvi nedolžnih, on pa je s svojim življenjem prisegel, da bo Adelo rešil, zdaj pa prosi za njeno življenje. Toda kmete so neizprosni, tudi Adela kot grofovska hči bo morala umreti. Grof prosi, da bi se smel posloviti od hčere, jo med poslovilnim objemo zabode in pomirjen odide v smrt. Zoran obupan poklekne k mrtvi ljubljeni: Z grofovim življenjem je hotel domovju dati čast in svobodo, a bog je odločil drugače – izdajalec ne sme opravljati svetih del za sveto domovino, vsega je konec ... – ustreli se in umirajoč izreče: ”Tako naj se zgodi izdajalcem!”